# 익재난고 권6～7
익재난고 권6～7(益齋亂藁 卷六～七)은 대구광역시 달서구 계명대학교 동산도서관에 있는, 고려시대 말기의 대표적인 문신이며 학자인 익재 이제현(益齋 李齊賢, 1287 ～ 1367)의 시문집이다. 2015년 12월 31일 대한민국의 보물로 지정 예고를 거쳐, 2016년 2월 22일 보물로 지정되었다.

## 보물 지정 사유
｢익재난고｣는 고려시대 말기의 대표적인 문신이며 학자인 익재 이제현(益齋 李齊賢, 1287～1367)의 시문집으로 전 10권이다. 이 문집은 저자의 77세 때인 1363년(공민왕 12)에 저자의 차자 이창로(李彰路)와 장손 이보림(李寶林)의 편집으로 경주에서 처음 간행하였으나 현존하지 않는다.
그 후 세종의 명에 따라 1432년에 강원감영(원주)에서 ｢역옹패설｣ 등과 함께 간행하였다. 지정 대상본은 그 중의 2권 1책(권6-7)이다. 이 중간본은 국내에는 이겸로(李謙魯)의 산기문고(山氣文庫)에 일부(권9∼10)가 남아있고, 국외에는 일본 호사분코[蓬左文庫]에 일부가 전한다.
이 판본의 특징은 조선이 개국한 지 40년이 지난 후임에도 고려의 국왕과 元의 천자를 높이기 위한 개행(改行)과 간자(間字)의 방식이 여전히 시행되고 있다는 점이다. 고려본의 문집에서 자주 보이는 행초(行草)가 여전히 혼용되고 있고 같은 자가 반복될 때에 쓰이는 기호인 ‘ 〟’표도 자주 쓰이고 있다.
이러한 특징은 조선전기의 한문학 연구는 물론 당시의 출판문화와 서지학연구의 귀중한 자료가 된다.

## 참고 자료
- 익재난고 권6～7 - 국가유산청 국가유산포털